# Кахцуг
Кахцуг (лезг. КIахцугъ) — село в Сулейман-Стальском районе Дагестана. Входит в состав сельского поселения сельсовет Касумкентский.

## География
Расположено в 12 км к юго-западу от райцентра села Касумкент, на реке Курах.

## Население
| 1895 | 1926 | 1939 | 1970 | 1989 | 2002 | 2010 |
| ---- | ---- | ---- | ---- | ---- | ---- | ---- |
| 441  | ↘394 | ↘392 | ↗414 | ↘276 | ↗611 | ↗645 |
| 2021 |      |      |      |      |      |      |
| ↗649 |      |      |      |      |      |      |